# ポポロクロイス物語 ピエトロ王子の冒険
『ポポロクロイス物語 ピエトロ王子の冒険』（ポポロクロイスものがたり ピエトロおうじのぼうけん）は、2005年2月10日にソニー・コンピュータエンタテインメント（SCE）から発売されたPlayStation Portable用RPG。同年12月1日にはthe Best版（廉価版）を発売、さらに同版は2009年7月15日よりPlayStation Storeでも配信が行われている。
後述のように過去の作品を再編集したリメイク作品であるが、「ポポロクロイス物語」のゲームシリーズとしては通算第6作目にあたる。

## 概要
PlayStation用『ポポロクロイス物語』と『ポポロクロイス物語II』を再編集し、新たなエピソード「闇の獅子王」を加えた作品。両作品ともPS3・PSP向けにゲームアーカイブスでダウンロード販売されているため、新要素を求めないのであれば旧作をプレイすることも可能である。
豊富なイベントや細かい表現・ストーリーも大幅にカットされ、またIIで取り入れられたイベント時のボイスも廃止された。さらに、ダンジョンの簡易化・敵の弱体化により難易度もかなり低くなっている。ゲーム途中で挿入されるアニメーションムービーは全て新たに描き直され、PSP向けの高画質なものになっている。これらムービーもシーンのカットが一部施される他、セリフの変更などもある。
本作はアメリカ合衆国、香港、台湾、欧州、オーストラリアでも発売されている（香港・台湾向けは日本語版、そのほかは英語版）。

## ソフトの不具合
本作の初期バージョンでは、特定の条件下（後述参照）においてストーリーの進行に関わる致命的な不具合が発生するため、SCEが自社のサイトで注意を呼びかけている。しかし、ソフトの回収・交換やセーブデータの復旧などの対策は行われておらず、不具合に遭遇したユーザーへの救済策がない状態である。
なお、ディスク番号が「UCJS-10005-8」以降のバージョンではこの不具合が改善されている（the Best版は全てこのバージョン以降に該当するため、問題なくプレイできる）。
初期バージョンにおける不具合の回避方法
「氷の魔王編」の第4章（小さな平穏）でマップ内の自由移動が可能になった際に、「ガミガミシティの動力タワー」のエレベーターを使用することが不具合の引き金となる。万が一使用してしまった場合、セーブするとそのデータでは「闇の獅子王編」の第2章で進行不能となってしまう（詳細は「SCEの公式アナウンス」を参照）。
前述の場面でエレベーターを使用しなければ不具合を回避できると公式アナウンスされているが、「氷の魔王編」の第4章ではあまり寄り道ぜずにそのままストーリーを進行させた方が無難である。